# Frickenhausen (Badenia-Wirtembergia)
Frickenhausen – miejscowość i gmina w Niemczech, w kraju związkowym Badenia-Wirtembergia, w rejencji Stuttgart, w regionie Stuttgart, w powiecie Esslingen, wchodzi w skład wspólnoty administracyjnej Nürtingen. Leży w Jurze Szwabskiej, ok. 18 km na południe od Esslingen am Neckar.